# Ернст фон Зайн-Витгенщайн
Ернст фон Зайн-Витгенщайн-Зайн (на немски: Ernst Graf zu Sayn-Wittgenstein-Sayn; * 26 август 1594; † 22 май 1632 във Франкфурт на Майн) е граф на Зайн-Витгенщайн-Зайн.
Той е син на граф Вилхелм II (III) фон Зайн-Витгенщайн-Хахенбург (1569 – 1623) и първата му съпруга Анна Елизабет фон Зайн (1572 – 1608), дъщеря на граф Херман фон Зайн и графиня Елизабет фон Ербах. Той е по-голям полубрат на Вилхелм Филип (1613 – 1662), Лудвиг Алберт (1617 – 1664) и Кристиан (1621 – 1675).

## Фамилия
Ернст се жени на 19 януари 1624 г. за графиня Луиза Юлиана фон Ербах (* 18 юни 1603; † 28 септември 1670), дъщеря на граф Георг III фон Ербах (1548 – 1605) и четвъртата му съпруга графиня Мария фон Барби-Мюлинген (1563 – 1619). Те живеят в дворец Хахенбург.
Граф Ернст умира на 32 години във Франкфурт на Майн, където е на имперско събрание и иска помощ от шведския крал Густав II Адолф за заплашената му страна. Той е погребан в гробницата в дворцовата църква в Хахенбург.
В завещанието си той дава на Луиза Юлиана регентсвото за малолетния си син Лудвиг и упределеля в случай, че Лудвиг умре, двете им дъщери да наследят графството.

## Деца
Ернст фон Сайн-Витгенщайн-Сайн и Луиза Юлиана фон Ербах имат децата:
- Ернестина Салентина (1626 – 1661), омъжена на 13 октомври 1651 г. за граф Салентин Ернст фон Мандершайд-Бланкенхайм (1630 – 1705)
- Шарлота († 1629)
- Лудвиг (1628 – 1636)
- Луиза (1629)
- Мария Елизабет (1630 – 1631)
- Йоханета (Йохана) (1632 – 1701), омъжена I. на 27 септември 1647 г. за ландграф Йохан фон Хесен-Браубах (1609 – 1651), II. във Вохла на 29 май 1661 г. за херцог Йохан Георг I фон Саксония-Айзенах (1634 – 1686)